# Локид L-1011 Tрајстар
Локид Л-1011 Тристар (енгл. Lockheed L-1011 TriStar) је тромоторни широкотрупни авион. Први пут је полетео 1972. Изграђено је око 250 примерака овог авиона. До 2006. године 40 примерака још увек лети у разним чартер компанијама и ратним ваздухопловствима.

## Земље које су користиле авион
- САД
- Велика Британија
- Саудијска Арабија
- Канада
- Тајланд
- Јордан
- Грчка